# 上布爾澤什蒂鄉
46°18′00″N 22°46′00″E / 46.3°N 22.7667°E
上布爾澤什蒂鄉（羅馬尼亞語：Comuna Bulzeștii de Sus, Hunedoara），是羅馬尼亞的鄉份，位於該國西部，由胡內多阿拉縣負責管轄，面積110平方公里，海拔高度690米，2007年人口323，人口密度每平方公里3人。